# Liste der Stolpersteine in Rumänien

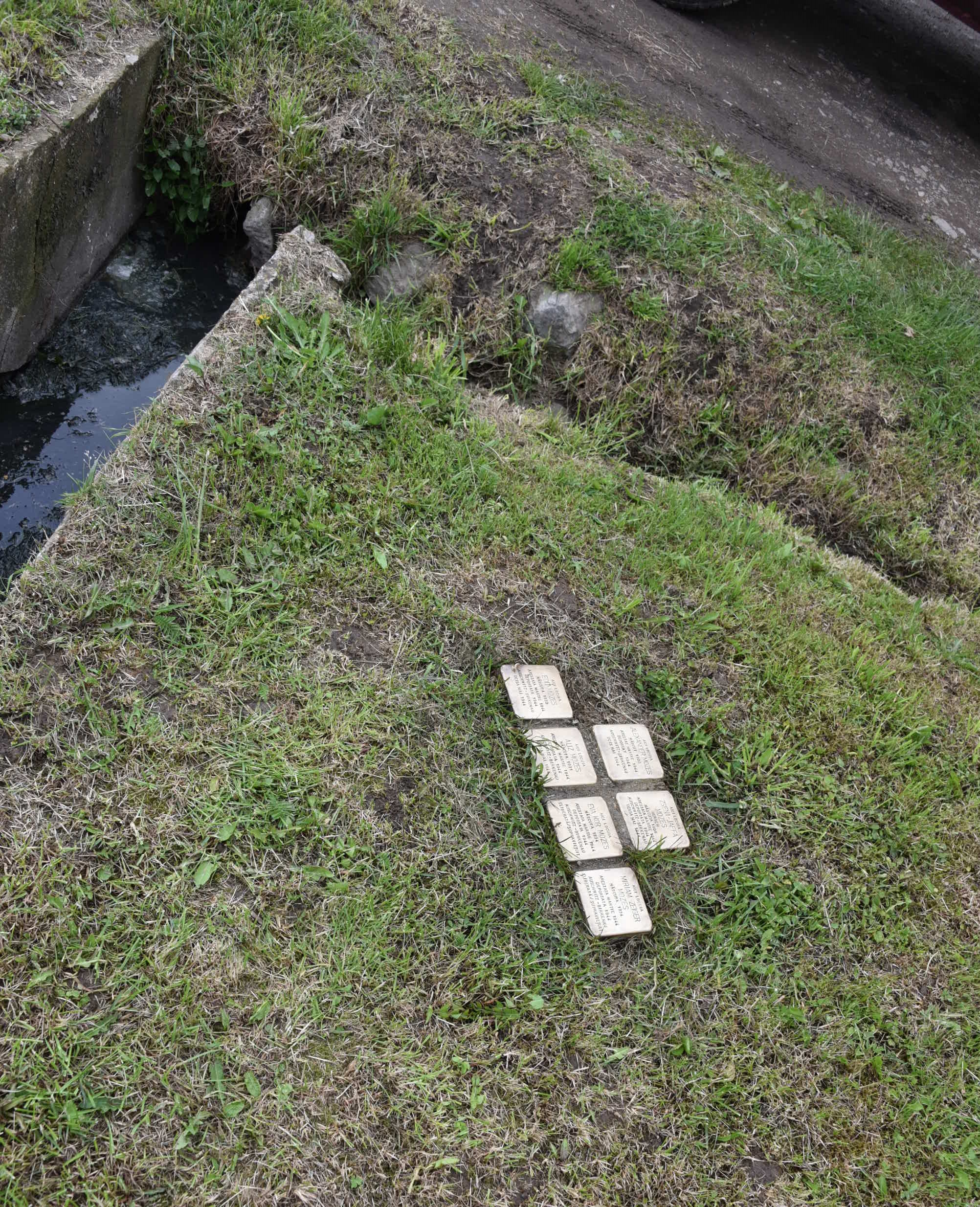
Stolpersteine für Familie Mozes in Porț

Die Liste der Stolpersteine in Rumänien enthält die Stolpersteine in Rumänien, die an das Schicksal der Menschen in diesem Land erinnern, welche von den deutschen Nationalsozialisten ermordet, deportiert, vertrieben oder in den Suizid getrieben wurden. Die Stolpersteine wurden von Gunter Demnig verlegt.
Stolpersteine werden im Regelfall vor dem letzten selbstgewählten Wohnort des Opfers verlegt. Die Verlegungen in Rumänien erfolgten im Jahr 2014. Die rumänische Bezeichnung für Stolperstein lautet: piatra de care te împiedici.

## Verlegte Stolpersteine
Die Tabellen sind teilweise sortierbar; die Grundsortierung erfolgt alphabetisch nach dem Familiennamen.

### Porț
| Stolpersteine | Übersetzung | Verlegeort | Name, Leben |
| ------------- | --- | ---------- | --- |
|               | HIER WOHNTE ALEXANDER MOZES GEBOREN 1900 VERHAFTET MÄRZ 1944 DEPORTIERT 1944 AUSCHWITZ-BIRKENAU ERMORDET MAI 1944          | DC92 ·     | Alexander Mozes wurde im Jahr 1900 geboren. Er heiratete im Jahr 1929 Zseni-Jaffa Hersch. Das Ehepaar hatte vier Töchter: Edit, Aliz und die Zwillinge Eva und Miriam. Die Familie besaß ein Stück Land und waren Bauern. Sie waren die einzigen Juden im Dorf. Im Jahr 1940 kam das Gebiet aufgrund des Zweiten Wiener Schiedsspruchs, von rumänischer Seite als Wiener Diktat bezeichnet, zu Ungarn und wurde von Truppen des Hitler-Verbündeten Miklós Horthy besetzt. Alexander Mozes war ein gläubiger Mann. Er achtete darauf, dass sich seine Familie an die Regeln der Religion hielte. Im März 1944 wurde die gesamte Familie verhaftet und ins Ghetto Șimleu Silvaniei im Kreis Sălaj deportiert. Einige Wochen später erfolgte der Transport nach Auschwitz. An der Rampe wurden die beiden Zwillinge für Menschenversuche in nationalsozialistischen Konzentrationslagern, die sogenannten Mengele'schen Zwillingsexperimente, ausgewählt. Alexander Mozes, seine Frau Zseni-Jaffa und seine beiden älteren Töchter Edit und Aliz kamen direkt in die Gaskammern und wurden vom NS-Regime ermordet. |
|               | HIER WOHNTE ALIZ MOZES GEBOREN 1931 VERHAFTET MÄRZ 1944 DEPORTIERT 1944 AUSCHWITZ-BIRKENAU ERMORDET MAI 1944               | DC92 ·     | Aliz Mozes wurde 1931 als Tochter von Alexander Mozes und Zseni-Jaffa Mozes Hersch geboren. Sie hatte drei Schwestern, eine ältere, Edit, und die jüngeren Zwillinge, Eva und Miriam. In der Schule und im Dorf war sie vielfältigen Diskriminierungen ausgesetzt. Im März 1944 wurde die gesamte Familie verhaftet und ins Ghetto Șimleu Silvaniei im Kreis Sălaj deportiert. Einige Wochen später erfolgte der Transport nach Auschwitz. An der Rampe wurde die Familie getrennt. Aliz, Edit und ihre Eltern wurden in den Gaskammern ermordet. Die Zwillinge wurden für die Experimente von Josef Mengele ausgewählt und überlebten knapp die Folterungen der Nationalsozialisten. |
|               | HIER WOHNTE EDIT MOZES GEBOREN 1930 VERHAFTET MÄRZ 1944 DEPORTIERT 1944 AUSCHWITZ-BIRKENAU ERMORDET MAI 1944               | DC92 ·     | Edit Mozes war die älteste Tochter von Alexander Mozes und Zseni-Jaffa Mozes Hersch. Sie wurde 1930 in Porț geboren und hatte drei Schwestern, Aliz, geboren 1931, und die Zwillinge Eva und Miriam, geboren 1934. In der Schule und im Dorf war sie vielfältigen Diskriminierungen ausgesetzt. Im März 1944 wurde die ganze Familie verhaftet und ins Ghetto Șimleu Silvaniei im Kreis Sălaj deportiert. Einige Wochen später erfolgte der Transport nach Auschwitz. An der Rampe wurde die Familie getrennt. Eva und Miriam kamen in die Abteilung für Mengeles Zwillings-Experimente und konnten trotz Misshandlungen überleben. Edit, Aliz und ihre Eltern wurden in den Gaskammern ermordet. |
|               | HIER WOHNTE ZSENI-JAFFA MOZES HERSCH GEBOREN 1906 VERHAFTET MÄRZ 1944 DEPORTIERT 1944 AUSCHWITZ-BIRKENAU ERMORDET MAI 1944 | DC92 ·     | Zseni-Jaffa Mozes geb. Hersch heiratete im Jahr 1929 Alexander Mozes und hatte mit ihm vier Töchter: Edit, Aliz und die Zwillinge Eva und Miriam. Die Familie besaß ein Stück Land und waren Bauern. Ihr Ehemann war sehr gläubig. Zseni-Jaffa wollte ihren Kindern eine gute Ausbildung ermöglichen. Da die örtliche Schule nur über vier Klassen verfügte, verpflichtete sie eine deutsche Hauslehrerin, eine Jüdin, die die Kinder bis 1944 unterrichtete. Im März 1944 wurde die gesamte Familie verhaftet und ins Ghetto Șimleu Silvaniei im Kreis Sălaj deportiert. Einige Wochen später erfolgte der Transport nach Auschwitz. An der Rampe wurden die beiden Zwillinge für Menschenversuche in nationalsozialistischen Konzentrationslagern, die sogenannten Mengele'schen Zwillingsexperimente ausgewählt. Zseni-Jaffa Mozes, ihr Mann Alexander und die beiden älteren Töchter Edit und Aliz kamen direkt in die Gaskammern und wurden vom NS-Regime ermordet. |
|               | HIER WOHNTE EVA KOR MOZES GEBOREN 1934 VERHAFTET MÄRZ 1944 DEPORTIERT 1944 AUSCHWITZ-BIRKENAU BEFREIT / ÜBERLEBT           | DC92 ·     | Eva Mozes Kor geb. Eva Mozes, wurde gemeinsam mit ihrer Zwillingsschwester Miriam am 31. Januar 1934 in Porț, Gemeinde Marca, Kreis Sălaj geboren. Sie wurde 1944 mit ihren drei Schwestern und ihren Eltern nach Auschwitz deportiert. Die Eltern und die zwei älteren Schwestern wurden unmittelbar nach der Ankunft in den Gaskammern ermordet. Eva und Miriam wurden Josef Mengele für dessen grausame Zwillings-Experimente übergeben. Die beiden kleinen Mädchen überlebten und kehrten nach dem Untergang des NS-Regimes nach Rumänien zurück. 1950 übersiedelten die Zwillingsschwestern nach Israel und verrichteten Dienst in der israelischen Armee. 1960 heiratet Eva Mozes den US-Amerikaner Michael Kor, ebenfalls ein Überlebender der Konzentrationslager, und zog mit ihm nach Terre Haute in Indiana, wo sie noch heute lebt. Sie gründete die Children of Auschwitz-Nazi’s Deadly Lab Experiments Survivors (C.A.N.D.L.E.S.) und konnte 122 Überlebende der Zwillingsexperimente ausfindig machen. Sie kämpfte darum, die Hintergründe und Folgen der Experimente aufzuklären – damit die Opfer hinreichend behandelt werden können. In ihren Buchpublikationen beschrieb sie ihre Beziehung zu ihrem Vater als schwierig, weil er sehr streng war. Sie dachte aber auch, dass ihr dies später in Auschwitz half. Ihre Versöhnungsbereitschaft, dokumentiert beispielsweise in mehreren Auftritten mit Rainer Höß, dem Enkel des Auschwitz-Kommandanten Rudolf Höß, oder als Nebenklägerin im Auschwitz-Prozess gegen Oskar Gröning, brachte ihr substantielle Kritik von anderen Holocaust-Überlebenden ein. Die Filmemacher Bob Hercules und Cheri Pugh begleiteten ihre Arbeit über mehrere Jahre hinweg mit der Kamera, woraus der Film Forgiving Dr. Mengele entstand. Eva Mozes Kor starb am 4. Juli 2019, sie war bis zuletzt für CANDLES aktiv. |
|               | HIER WOHNTE MIRIAM ZEIGER MOZES GEBOREN 1934 VERHAFTET MÄRZ 1944 DEPORTIERT 1944 AUSCHWITZ-BIRKENAU BEFREIT / ÜBERLEBT     | DC92 ·     | Miriam Mozes Zeiger wurde gemeinsam mit ihrer Zwillingsschwester Eva am 31. Januar 1934 geboren. Sie wurde 1944 mit ihren drei Schwestern und ihren Eltern nach Auschwitz deportiert. Die Eltern und die zwei älteren Schwestern wurden unmittelbar nach der Ankunft in den Gaskammern ermordet. Eva und Miriam wurden Josef Mengele für dessen grausame Zwillings-Experimente übergeben. Zwei Wochen lang wurden die Schwestern getrennt. Miriam stand unter ständiger Beobachtung der NS-Schergen, während Eva Injektionen erhielt. Später fanden die Schwestern heraus, dass Miriam sofort getötet worden wäre, wenn Eva an den Injektionen verstorben wäre. Dann wären beide Leichen zwecks Vergleichsstudien obduziert worden. In den kommenden Monaten erkrankte Miriam an Ruhr und an Nierenbeckenentzündung in Folge der Injektionen, die ihr verabreicht wurden. Doch die beiden kleinen Mädchen überlebten knapp. Als sich die Rote Armee Auschwitz näherte, wurden die meisten KZ-Insassen auf sogenannte Todesmärsche geschickt. Zurück blieben nur die Alten, Kranken und Kinder. Am 27. Januar 1945 wurden Eva und Miriam von den Sowjets befreit. Sie kamen zur Erholung in ein Kloster in Katowice und kehrten dann, unter der Obhut von Frau Csengeri nach Rumänien zurück. 1950 übersiedelten die Zwillingsschwestern nach Israel und verrichteten Dienst in der israelischen Armee. Miriam machte eine Ausbildung zur Krankenschwester, heiratete Yekutiel Zeiger und gebar ihm drei Kinder, Yaffa, Ariella und Ayala. Sie bekam insgesamt zehn Enkelkinder. Zeitlebens hatte sie – aufgrund der Experimente im KZ – mit Nierenproblemen zu kämpfen. 1987 spendete ihr Eva eine Niere, doch schließlich bekam sie Krebs und verstarb am 6. Juni 1993.                                                                                                   |

### Timișoara
| Stolpersteine | Übersetzung                                                                       | Verlegeort          | Name, Leben |
| ------------- | --------------------------------------------------------------------------------- | ------------------- | --- |
|               | HIER WOHNTE BLOCH LORAND JG. 1909 ARBEITSLAGER F.O 1941 BEI PĂULIS TOT 12.11.1943 | Piața Romanilor 8 · | Lorand Bloch wurde 1909 geboren, wurde 1941 in ein Arbeitslager in Păuliș deportiert. Dort kam er am 14. November 1943 aufgrund eines Unfalls ums Leben. Ihm wurde der erste Stolperstein Rumäniens gewidmet. |

## Verlegedaten
Die Stolpersteine wurden von Gunter Demnig persönlich an folgenden Tagen verlegt:
- 23. Mai 2014: Timișoara[5]
- 7. Juli 2014:  Porț[6]